# Campagna militare della Comune di Parigi
La campagna militare della Comune di Parigi è l'insieme delle operazioni militari organizzate per ristabilire l'ordine in Francia, reprimere la Comune di Parigi e le altre insurrezioni comunaliste (Comune di Lione, Comune di Saint-Étienne e Comune di Marsiglia) tra il 18 marzo ed il 7 giugno 1871.

## Storia
La campagna del 1871 dopo la fine della guerra franco-prussiana che si era conclusa con la vittoria tedesca e la sconfitta dei francesi, aveva portato a movimenti insurrezionalisti in Algeria (in particolare quelle degli Henanchas e di dei Mokrani).
In un primo tempo, le truppe presenti a Parigi vennero costrette a portarsi a Versailles per sedare la rivolta del 18 marzo 1871. Nel corso degli ultimi giorni di marzo, si verificarono anche delle piccole schermaglie nella parte occidentale della capitale francese, in particolare presso Courbevoie, che vennero respinte da un'armata al comando del generale Joseph Vinoy. Il 3 aprile, dopo un primo scontro a Place des Bergères (battaglia di Courbevoie), le truppe governative contrattaccarono la "marcia su Versailles" lanciata dalla Comune di Parigi (battaglie di Rueil e di Meudon).
Il 6 aprile 1871, a 19 giorni dall'inizio dell'insurrezione parigina, Adolphe Thiers, all'epoca "capo dell'esecutivo provvisorio della Repubblica francese" siglò a Versailles una pace "per ristabilire l'ordine in Francia". Dal momento che a Vinoy venne addossata la responsabilità degli accadimenti del 18 marzo, capo delle operazioni militari venne nominato il più popolare Patrice de Mac-Mahon.
Le operazioni ebbero inizio l'11 aprile attorno alla capitale, con l'obbiettivo di prendere il forte d'Issy e la porta di Point-du-Jour. Per il resto del mese, numerose posizioni cittadine vennero conquistate dall'armata di Versailles, la quale venne rinforzata dal 23 aprile da due nuovi corpi formati dai prigionieri di guerra evasi o liberati dalla Germania. Il 9 maggio il forte d'Issy venne occupato al termine di due settimane di combattimenti. Quello di de Vanves cadde il 13 maggio. Il 21 maggio, le truppe di Versailles fecero il loro ingresso trionfante nella Parigi intra-muros, lanciando così una settimana di scontri e combattimenti nelle vie della capitale nota col nome di Semaine sanglante.
L'ultimo assalto avvenne il 28 maggio, ma la fine della campagna si ebbe ufficialmente al 7 del giugno successivo. Interventi più limitati, nel medesimo periodo, si ebbero anche presso le città di Tolosa (22 marzo-3 aprile), Marsiglia (23 marzo-4 aprile), Narbona (24-31 marzo), Saint-Étienne (25 marzo-1 aprile), Limoges (4-7 aprile), Bordeaux (17 aprile), Lione (30 aprile-1 maggio) e Montereau (7-8 maggio).